# Onthophagus coriaceoumbrosus
Onthophagus coriaceoumbrosus là một loài bọ cánh cứng trong họ Bọ hung (Scarabaeidae).